# جرماکرن
جرماکرن (به انگلیسی: Germacrene) با فرمول شیمیایی C15H24 یک ترکیب شیمیایی است. که جرم مولی آن ۲۰۴٫۳۵ گرم بر مول می‌باشد. 